# Министерство земли, транспорта и морских дел Республики Корея
Министерство земли, транспорта и морских дел - министерство в правительстве Южной Кореи. Оно располагается в правительственном комплексе в городе Квачон в Здании №4, Кёнгидо. Чхон Чонхван является министром по состоянию на 2011 год.
Первоначально министерство называлось Министерством строительства и транспорта. Министерство морских дел и рыбного промысла было объединено с министерством строительства и транспорта.

С 29 марта 2018 г. воздушное пространство в районах поселка Часон-ли провинции Чолла-пукто и поселка Квакчхон-ли провинции Кёнсан-пукто будут объявлены зонами для полетов беспилотных летательных аппаратов.